# Рига (присілок)
Ри́га (рос. Рига) — присілок у складі Свічинського району Кіровської області, Росія. Входить до складу Свічинського сільського поселення.
Населення становить 144 особи (2010, 245 у 2002).
Національний склад станом на 2002 рік — росіяни 92 %.